# Microregione di Curvelo
Curvelo è una microregione del Minas Gerais in Brasile, appartenente alla mesoregione di Central Mineira.

## Comuni
È suddivisa in 11 comuni:
- Augusto de Lima
- Buenópolis
- Corinto
- Curvelo
- Felixlândia
- Inimutaba
- Joaquim Felício
- Monjolos
- Morro da Garça
- Presidente Juscelino
- Santo Hipólito